# Tara Lipinski

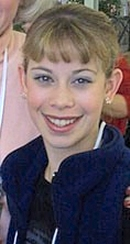
Tara Lipinski.

Tara Lipinski, född 10 juni 1982 i Philadelphia, är en amerikansk före detta konståkare.
Lipinski blev olympisk guldmedaljör i konståkning vid vinterspelen 1998 i Nagano.